# Alamo (film 1960)
Alamo (ang. The Alamo) – amerykański dramat wojenny z 1960 roku, w reżyserii Johna Wayne’a.

## Opis fabuły
Akcja rozgrywa się w amerykańskim forcie Alamo (bitwa o Alamo) w 1836 roku. Uwięzionych w forcie jest około 200 ludzi, przeciwko sobie mają zaś armię meksykańską liczącą 7000 żołnierzy. Obroną dowodzi pułkownik Travis, zaś pod jego rozkazy dostają się pułkownicy Bowie i Crocket. Ten ostatni rozpala w sobie uczucia do pięknej Meksykanki. Między Travisem a Bowiem dochodzi do licznych nieporozumień, gdy jednak na fort naciera wroga armia, obaj zapominają o wzajemnych urazach.

## Obsada
- John Wayne – płk Davy Crockett
- Richard Widmark – płk James Bowie
- Frankie Avalon – Smitty
- Chill Wills – pszczelarz
- Laurence Harvey – płk William Barett
- Patrick Wayne – kapitan James B. Bonham
- Richard Boone – generał Sam Houston
- Joan O’Brien – pani Dickinson
- Joseph Calleia – Juan Seguín
- Ken Curtis – kapitan Almeron Dickinson
- John Dierkes – Jocko Robertson
- Linda Cristal – Graciela Carmela María 'Flaca' de López y Vejar
- Jester Hairston – Jethro
- Veda Ann Borg – niewidoma Nell Robertson
- Denver Pyle – Thimblerig
- Bill Daniel – pułkownik Neill
- Dean Smith

## Nagrody i nominacje
33. ceremonia wręczenia Oscarów:
- Najlepszy film – John Wayne (nominacja)
- Najlepszy aktor drugoplanowy – Chill Wills (nominacja)
- Najlepsze zdjęcia (film kolorowy) – William H. Clothier (nominacja)
- Najlepszy dźwięk – Gordon E. Sawyer, Fred Hynes (wygrana)
- Najlepszy montaż – Stuart Gilmore (nominacja)
- Najlepsza piosenka – „The Green Leaves of Summer” – muzyka: Dimitri Tiomkin; słowa: Paul Francis Webster (nominacja)
- Najlepsza muzyka w dramacie lub komedii – Dimitri Tiomkin (nominacja)

18. ceremonia wręczenia Złotych Globów:
- Najlepsza muzyka – Dimitri Tiomkin (wygrana)